# Dopolavoro Ginevra
Il Dopolavoro Italiano Tito Menichetti (ufficialmente, Dopolavoro Ginevra) era una società calcistica svizzera con sede nella città di Ginevra. La sua fondazione risale al 1927.

## Storia
La società si è costituita nel 1927 con elementi italiani provenienti in parte dall'Unione Sportiva Italiana. Nello stesso anno la squadra ottiene la promozione dalla quarta categoria alla terza categoria. Dopo alcuni anni, nella stagione 1932-1933 la squadra raggiunge la promozione nella Seconda Lega sfiorando varie volte la promozione in Prima Lega, ottenendola nel 1938-1939, restando nella categoria fino alla stagione 1942-1943. Nel 1934 vinceva il massimo premio nel Torneo di Parigi.

## Colori e simboli

### Colori
Il colore della maglia del Dopolavoro Italiano Tito Menichetti era l'azzurro.

### Simboli ufficiali

#### Stemma
???

#### Inno
Senza il testo dell'inno.

#### Mascotte
Non conosciuto.

## Strutture

### Stadio
Il Dopolavoro Ginevra giocava le partite casalinghe nello Stade de Malagnou.

### Centro di allenamento
Il Dopolavoro Ginevra svolgeva le sue sedute di allenamento nelle Installazioni sportive dello Stade de Malagnou.